# Gert Londemann
Gert Londemann (1718-1773) var en dansk Holberg- og karakterskuespiller.
Under Londemanns portræt skrev Johan Herman Wessel i 1784 disse udødelige linjer:
Man sukker, for han er ey meer,
Man husker hvad han var, og leer.